# 高橋貞樹
高橋 貞樹（たかはし さだき、1905年3月8日 - 1935年11月2日）は、日本の水平運動家、共産主義者。
1920年代から30年代前半、すなわち、大正末期から昭和初期にかけての社会主義運動・水平運動・労農運動の先駆者の一人であり、理論と実践の両面で足跡を残した。ただし主著『特殊部落一千年史』は「民族と歴史 第二巻第一号 特殊部落研究」（1919年7月）の「無断まる写し」とも指摘されている。
妻は小宮山富恵。

## 経歴
大分県に生まれる。出生地には諸説があり、速見郡御越町（現在の別府市）内竈とする資料もあれば、「僕は大分県速見郡亀川村の部落出身」と自称していたこともあり、「速見郡海門寺に生れたりというも、かかる村は全然なし」と報じられたこともある。「大分県日出町に生る」とする資料もある。父は大分県庁に勤務していた。
旧制大分中学校（現在の大分県立大分上野丘高等学校）3年生の時、校友会雑誌に論文「トライチュケの国家観について」を発表。1級上に在籍していた後藤寿夫（林房雄）に感銘を与える。
中学4年修了で東京商科大学（現在の一橋大学）予科に入学。在学中に師事しようとした福田徳三教授と争って講壇マルクス主義に訣別。大学を中退し、1922年に山川均の書生となる。水曜会の会員として『種蒔く人』『前衛』といった社会主義雑誌の発行に協力。同年、創立まもない全国水平社に参加。山川の紹介で阪本清一郎の書生となる。
同年7月15日の日本共産党創立に参加。
被差別部落民の起源について、異民族起源説を主張。『前衛』1923年1月号に発表した論文「水平運動の進展」の中では、無産階級革命による部落解放を説いた。次いで『解放』1923年5月号に「吾等の水平運動」を、『階級戦』1923年7月号に「水平運動の革命的意義」を発表。
1923年11月、ボル派による全国水平社青年同盟の創立に理論指導者として立ち会う。1924年5月、19歳で『特殊部落一千年史』を更正閣から刊行。発禁処分を受けたが、5ヵ月後に『特殊部落史』と改題して再刊。部数は8000部を超え、当時のベストセラーとなる。1925年、全国水平社無産者同盟の結成を指導。同年10月18日、全国水平社自由青年連盟の第1回協議会にて、菱野貞次の提案「不純分子一掃の件」で、高橋は部落民ではないとされ、全国水平社から除名決議がなされた。貞樹の主張によると、自分は少年時代に祖母から部落民であることを知らされたとのことであり、また父八郎は士族の株を買った被差別部落民であるというが、八郎は否定している。八郎の出身部落名は不明である。このため貞樹は「部落出身ならざるものが部落出身と詐称して水平社内部に入り込み、全国の兄弟を長い間欺瞞して来た」 と批判された。禰津正志は「部落出身と偽り運動に参加し、うそが判明して引退」 と伝えている。一方、高橋が部落出身でないという情報を警視庁の謀略によるデマ工作とする資料もある。
1926年5月、日本共産党の指令でソビエト連邦に密航し、国際レーニン学校に入学、ソ連共産党に入党。コミンテルン本部にて実質的な日本代表の一人として活動。1928年末 に日本共産党再建の任務を帯びて帰国し、地下活動に入る。
1929年4月、四・一六事件の直後に特高警察の検挙を受ける。1931年、希望閣から『日本プロレタリアートの問題』を刊行。獄中闘争を経て、1934年、佐野学や鍋山貞親に続き転向を表明。
治安維持法違反により懲役15年の判決を受けて服役したが、1935年6月、肺結核の悪化により刑の執行停止を受けて出獄。同年11月に病死した。服役中に、転向服役者・出所者の救援活動に取り組んだ九津見房子と手紙を交わし、高橋の送った手紙8通が1982年に『労働運動研究』に掲載されている。遺骨は小石川称名寺の共同納骨堂に納められている。
永田幸之助、内田隆吉、小関敏、大畑徹の筆名がある。

## 文章
沖浦和光によると、高橋の文章はダイナミックで本音でずばずば書いている。

## 著書
- 『特殊部落一千年史』（更生閣、1924年）　
  - 1992年、岩波文庫から『被差別部落一千年史』（沖浦和光校注）の題名で復刊。改題の是非については論議を呼んだ。
- 『特殊部落史』（更生閣、1924年）
- 『世界の資本主義戦』（白揚社, 1925）
- 『工場内の組織運動』（労働問題研究所パンフレット、1926年）
- 『日本プロレタリアートの問題』（希望閣、1931年）